# Spoorlijn Breteuil-Embranchement - Breteuil-Ville
De Spoorlijn Breteuil-Embranchement - Breteuil-Ville is een Franse spoorlijn in Oise. De lijn is 6,8 km lang en heeft als lijnnummer 319 000.

## Geschiedenis
De lijn werd aangelegd door de Compagnie des chemins de fer du Nord en geopend op 15 juli 1875. Op 15 mei 1939 werd de lijn gesloten voor personenvervoer en bleef tot 2016 in gebruik voor goederenvervoer. Sindsdien is hij buiten gebruik.

## Aansluitingen
In de volgende plaats is er een aansluiting op de volgende spoorlijn:
Longueau
RFN 272 000, spoorlijn tussen Paris-Nord en Lille